# Біла Холуниця (місто)
Біла Холуни́ця (рос. Белая Холуница) — місто, центр Білохолуницького району Кіровської області, Росія. Адміністративний центр Білохолуницького міського поселення.

## Населення
Населення поселення становить 10517 осіб (2017; 10597 у 2016, 10639 у 2015, 10717 у 2014, 10824 у 2013, 11053 у 2012, 11232 у 2010, 11975 у 2002, 13367 у 1989, 13021 у 1979, 12275 у 1970, 10407 у 1959, 6800 у 1939, 5100 у 1931).

## Історія
Місто було засноване 1764 року при будівництві Новотроїцького Холуницького залізоробного заводу, кріпосницьких селян для зведення якого було придбано Саввою Яковлевим у Новгородській та Вологодській губерніях. 6 вересня 1764 року відбулось святкове перекриття річки та будівництво першої дерев'яної греблі. Пізніше Білохолуницький став неодноразово поглиблювали та розширювали. У 19 столітті поселення було центром Холуницького гірничозаводського округу. Тут працювали жіноча школа вишивки, школа плетіння з верби. До цього часу збереглись будівлі, збудовані у 1890-их роках. 1928 року поселення отримало статус селища міського типу і назву Білохолуницький, а 1965 року воно стало містом з сучасною назвою.
Резонансними для міста стали події березня 2011 року, коли в місті було розпочато будівництво автозаправочної станції за 120 метрів від Білохолуницького ставу та у безпосередній близькості від річки Шелепиха, яка в нього впадає. Акція протесту проти будівництва, яке здійснюється з порушенням екологічних норм та без узгодження з мешканцями міста, відбулася 25 березня та стала проривом у громадському житті міста.